# 2023 au Burkina Faso
Chronologie du Burkina Faso
- 2019
- 2020
- 2021
- 2022
- 2023
- 2024
- 2025
- 2026
- 2027

Cet article traite des événements qui se sont produits durant l'année 2023 au Burkina Faso.

## Événements

### Janvier
- 2 janvier : 
  - Un prêtre du diocèse de Dédougou a été assassiné par des hommes armés non identifiés.
  - Des corps sans vie d'agents de santé et leurs patients ont été retrouvés près de Dori dans la région du Sahel[1].
- 3 janvier : Vingt-huit civils (28) sont retrouvés morts dans la ville de Nouna, au nord-ouest du Burkina Faso. Des groupes burkinabé de défense des droits de l'homme affirment que les meurtres ont été perpétrés par la milice pro-gouvernementale VDP les 15, 18 et 22 décembre 2022[2].
- 2-23 janvier 2023 : Dénonciation par le Burkina Faso de l’accord de défense liant le pays à la France
- 28 janvier : massacre de Linguékoro :  des militants présumés du groupe de soutien à l'islam et aux musulmans (GSIM) arrêtent deux bus près du village de Linguékoro (Comoé), et tuent quinze passagers

### Février
- 17 février : attaque de Déou contre l'armée burkinabè.
- 18 février : le retrait des forces spéciales françaises de leur base de Kamboisin, acte la fin de l'opération Sabre[3].
- 20 février : attaque de Tin-Akoff, province de l'Oudalan.
- 25 février au 4 mars : 28e édition du Festival panafricain du cinéma et de la télévision de Ouagadougou (FESPACO).

### Mars
- 8 mars: célébrations de la journée de la femme sur toute l'étendue du territoire national.

### Avril
- 15 avril : Attaque djihadiste d'Aoréma, province du Yatenga (40 à 75 morts).
- 20 avril : Massacre de Karma, province du Yatenga (150 à 200 civils sont massacrés).
- 29 avril au 6 mai : Semaine nationale de la culture à Bobo Dioulasso.

### Mai
- 11 mai : 33 villageois sont assassinés dans le département de Tchériba, région de la Boucle du Mouhoun[4].
- 20 mai : L'AS Douanes emporte pour la première fois le Championnat du Burkina Faso de football 2022-2023[5].

### Juin
- 2 juin : fermeture par les autorités burkinabè du bimensuel d’investigation L’Événement à Ouagadougou[6].

### Juillet
- 27 et 28 juillet : le chef de la transition, Ibrahim Traoré, se rend au Sommet Russie-Afrique à Saint-Pétersbourg[7].

### Août
- 5 août : 
  - Le Burkina Faso célèbre ses 63 années d’indépendance[8].
  - La France suspend, jusqu'à nouvel ordre, toutes ses aides au développement et d'appui budgétaire[9].

### Septembre
- 5 septembre : 53 soldats sont tués lors de l'attaque de Koumbri dans la région du Nord[10].
- 16 septembre : Le général Tchiani, le colonel Goïta et le capitaine Traoré fondent l’Alliance des États du Sahel (AES) composée de la république du Mali, de la république du Niger et du Burkina Faso[11].
- 26 septembre : Tentative de coup d'État.

### Novembre
- 5 novembre : Le burkinabè Paul Daumont est vainqueur du 34e Tour cycliste international du Faso.
- 28 novembre : L'attaque massive contre un détachement de l’armée à Djibo, dans le nord du pays, fait une quarantaine de morts parmi les civils[12].

### Décembre
- 2 décembre : le Mali, le Niger et le Burkina Faso annoncent leur retrait du G5 Sahel[13].

## Décès
- 13 mai : Boukary Kaboré, homme politique
- 3 décembre : Yacouba Sawadogo, paysan